# Tillandsia fuchsii
Tillandsia fuchsii — вид роду Tillandsia. Його батьківщиною є Мексика.

## Культури
- Tillandsia 'Millenium'
- Tillandsia 'Tisn't'